# موتور غلام حسين نارويي
موتور غلام حسين نارويي (بالإنجليزية: Mowtowr-e Gholam Hoseyn Naruyi)‏ هي منطقة سكنية تقع في سيستان وبلوتشستان في إيران. يقدر عدد سكانها بـ 21 نسمة .